# Chiloscyphus semiteres
Chiloscyphus semiteres är en bladmossart som först beskrevs av Johann Georg Christian Lehmann, och fick sitt nu gällande namn av Lehm. et Lindenb.. Chiloscyphus semiteres ingår i släktet blekmossor, och familjen Lophocoleaceae. Inga underarter finns listade i Catalogue of Life.